# Envidia Kotxina
Envidia Kotxina es una banda de estilo punk nacida en Madrid (España) en 1994.

## Historia
La historia de la banda comienza a principios de 1994.Tras varias pruebas conocen a Emilio Jintxo en el Vallekas Rock de 1995, y se incorpora como bajista a la banda. Comienza un duro trabajo de local con la intención de crear un repertorio propio y poder salir a la calle, con lo que en marzo de 1997, después de tres años del nacimiento de Envidia Kotxina entran a grabar su primer trabajo con el nombre de "Kuerpos Sanos, Mentes Enfermas".
La maqueta es grabada y mezclada en tres noches, contando con bajo presupuesto, si bien la idea era dejarlas por los garitos, y así poder empezar a tocar en directo. Pero Diego, un amigo y posterior colaborador, le pasó una de las copias a Natxo W.C., el cual rápidamente se interesa en el proyecto y contacta con la banda, proponiéndoles la posibilidad de editarlo y distribuirlo, llegando a un rápido acuerdo. 
A partir de ahí el grupo empieza a ser conocido y comienzan a tocar fuera de Madrid. Sorprende ver la gran aceptación del "Kuerpos Sanos, Mentes Enfermas". Esto les da fuerza para en poco tiempo componer nuevos temas y junto con la inclusión de algunos ya grabados en la maqueta y con la inquietud de mejorarlos, se concentran de nuevo, esta vez de manera un poquito más seria, para grabar el "Kampos de Exterminio" entre los meses de mayo y agosto de 1998.
En la primavera de 1999 entran de nuevo al estudio, esta vez para participar en el disco tributo a Eskorbuto editado por Diego Cerdán, grabando una versión de "El Infierno es Demasiado Dulce" que saldrá a la luz a finales de ese mismo año en el Volumen I del "Tren con Destino al Infierno".
Con la llegada del mes de septiembre de 2000, Antonio ve imposible su continuidad. Seguirá con la banda hasta que encuentren sustituto, aunque nunca perderá el contacto con la banda llegando a cubrir como sustituto algún directo en el futuro. 
A finales de ese mismo mes comienza la grabación de su tercer trabajo: "En Boka Zerrada ". Con dieciséis nuevos temas, después de casi dos años. Como curiosidad decir que supuso un doble trabajo en sentido literal pues fue grabado en dos ocasiones. La primera con Antonio en la batería y la segunda con su sustituto, Jesús Marmota, pues no quedaron satisfechos con el resultado final de la primera grabación. Entretanto en diciembre de 2000, Antonio abandona el grupo dando su último concierto en Piornal (provincia de Cáceres) el día 8 de dicho mes.
Pasó un tiempo y Emilio, deja el grupo y se marcha fuera de Madrid con un nuevo proyecto de vida. También, al igual que en el caso de Antonio, sigue el contacto colaborando en algunos directos e incluso en el diseño de portadas e interiores de los futuros trabajos de la banda. Tras un período de inestabilidad y de nuevas pruebas infructuosas, a primeros del 2002 entra otro David al bajo. Con este elemento se completa la formación actual.
De nuevo retoman el trabajo de composición y a finales de 2003, bajo la producción de Kosta (Boikot), completan su trabajo más definitivo. "Así en la Tierra como en el Zielo", en el que se aprecian temas más elaborados y un sonido más logrado.
La música e ideas de la banda se difunden de manera creciente y de una forma totalmente atípica. Es quizás la banda más desconocida a nivel de medios y con un apoyo social cada vez más fuerte. Comienzan a llegar buenas críticas desde Hispanoamérica. Aumenta la participación en festivales de reconocido prestigio a nivel nacional: Baitu Rock, Garaberock o Tintorrock.
A primeros del 2005 y con el objeto de seguir mejorando se incorpora Miguel Verde, técnico de sonido conocido mundialmente como Michael Green. Y mediado el mismo año y ante la posibilidad de suplir al bajo en algunos directos, llega el hasta ahora último componente. Bruno, guitarra de King Putreak y The Vientre une de forma definitiva y ya sea sustituyendo a David o apoyando a Miguel en los directos, se convierte en el sexto ocupante del conjunto, convirtiéndose en el bajista oficial tras la salida de la banda de David Txafas en la última recta final del 2017.
En el 2016 la banda anuncia su retirada indefinidamente con una gira de conciertos de despedida durante el mismo año con el siguiente comunicado:
“Queridos kotxinos y kotxinas, queremos comunicaros nuestra decisión de declarar un alto el fuego indefinido en esta lucha sin tregua que dura ya más de veinte años. Han sido muchas batallas dejándonos sangre y sudor en los muchos frentes abiertos en este tiempo y aunque hemos disfrutado como nadie, nuestros cuerpos ya no tan sanos, y nuestras mentes cada día más enfermas, nos piden echarnos a un lado y apagar este proyecto. Creemos haber dejado unos cuantos bonitos cadáveres en forma de discos que formarán parte de la memoria colectiva y que nos recordarán que la banda estuvo muy viva y que hicimos lo que quisimos hacer. No obstante, no entregamos las armas. Algunos de nosotros seguiremos con otros proyectos y quién sabe si en un futuro la vida nos llevará a juntarnos de nuevo. Por si esto no sucede, en este año 2016 vamos a hacer una serie de conciertos para despedirnos de vosotr@s porque no podemos sino agradecer el apoyo que nos habéis mostrado durante todo este tiempo, además de pegarnos la penúltima fiesta junt@s. Así que nos gustaría veros a todas y a todos en los que esperamos que sean los mejores conciertos de nuestras kotxinas vidas. 
Somos Envidia Kotxina y nunca vamos a morir! 
Salud, música e ideas!!”
En 2022 anuncian que vuelven a los escenarios para participar en la última edición del festival Pintorrock en la provincia de Tarragona, el día 31 de octubre de 2022. Cambios en la formación, sale David Txafas que es sustituido por Bruno al bajo.

## Miembros actualidad
- Ziku : Guitarra y voz
- Ángel : Guitarra y voz
- Bruno : Bajo y coros
- Hugo Laborda : Batería

## Discografía

### Kuerpos Sanos, Mentes Enfermas (1997) (Maqueta)
1. Hoy ha muerto un niño
2. Mentiras
3. Kuantas Marcas
4. Pensando en el ayer
5. El apóstol perdido
6. La policía nacional
7. El kondenado
8. Akaba ya
9. Estado policial
10. Koño!!Aki no hay papel

### Kampos de Exterminio (1998)
1. Kampos de exterminio
2. A falta de paz, buenas son hostias
3. Sangre y sudor
4. Pensando en el ayer
5. Kanziones malditas
6. Akaba ya!!
7. Ten kuidado
8. Rekuerdos
9. Kuerpos sanos, mentes enfermas
10. Estado polizial
11. Hoy no puedo kantar
12. Mentiras
13. La uarra civil
14. Hoy ha muerto un niño
15. No puedo konsentir
16. Kuantas markas
17. Lady Di, Lady ño
18. Pa ke koño vale una lombriz

### En Boka Zerrada (2001)
1. Ay-untamiento
2. No señor
3. Ke asko me apestas
4. La revuelta de los miserables
5. Malos pensamientos
6. Ataka
7. Esta soziedad
8. La raba
9. ...en Madrid
10. Maldita mi suerte
11. Los gusanos
12. Revienta
13. Mis pesadillas
14. Años de Amargura
15. No se lo kuentes a nadie

### Así en la tierra komo en el zielo (2003)
1. Se venden guerras
2. Historias en blanko y negro
3. Deskiziao
4. Un madero, mil lapizeros
5. Por ké???
6. Ke nunka enkuentren la paz
7. Me meo en el mundo
8. Karta a un presidente
9. El kuento del afilador
10. Mi kompañera la lokura
11. El apóstol perdido
12. Miseria maldita
13. Jodido kuarentón
14. Agua hirviendo kema al bebe

### Difícil ser humano (2008)
1. El país de Alicia
2. Alimañas
3. El odio
4. Mascando alambre
5. Con y contra quién
6. De korazón
7. ¿Dónde está esa democracia?
8. Fantasmas del pasado
9. La vida no me da la cara
10. Niños de papel
11. Polka miseria (King Putreak)

### Cuando las bocas comen silencio (2011)
1. Por lo visto
2. Cubos rotos
3. Cuando las bocas comen silencio
4. Condena
5. Daños colaterales
6. ¿Que nos queda?
7. A mi no me toreas
8. Pobre infeliz
9. Por imposición
10. Siempre ha sido así
11. Cuidado con lo que aprietas

### Kontratiempos (2014)
1. A ras del suelo
2. Día tras día
3. Mis razones
4. Animal
5. Somos
6. Perro
7. Desobediencia
8. Mira
9. Mala patada
10. No es difícil
11. Maldita mi suerte (XX Aniversario)
12. La raba (XX Aniversario)
13. Hoy no puedo cantar (XX Aniversario)
14. La revuelta de los miserables (XX Aniversario)
15. Ten cuidado (XX Aniversario)
16. Por imposición (Acústico)
17. No se lo cuentes a nadie (Acústico)
18. Acaba ya! (Acústico)
19. Por qué? (Acústico)
20. Cuidado con lo que aprietas (Acústico)

## Colaboraciones en otros discos
- Suerte - Los Reconoces (Segunda impresión)
- Guerra y capitalismo - Punk Panther (28 meses después...)
- Una y nos vamos - Debruces (Con trastes)
- Alcohol - Herejes (Viejas historias)
- La calle encendida - Falsa monea (La calle encendida)
- Refugiados - No Konforme (Delicias de una falsa democracia)